# Josep Mas i Gomeri
Josep Mas i Gomeri (Barcelona, 1890 - Barcelona, 1940) fou una persona que exercí com a poeta, dibuixant i pintor. Va col·laborar com a dibuixant a la revista En Titella, publicada entre 1913 i 1914 i en altres setmanaris barcelonins. Moltes vegades utilitzava pseudònims com "Niel" o "Daniel". Els seus dibuixos també van il·lustrar l'obra de Joan Usó Dos-cents aforismes. Com a pintor, s'han destacat els seus bodegons i composicions florals més d'unes escenes costumistes barcelonines que solia plasmar en tauletes de petit format. Fou membre del Centre Fraternal de Cultura i redactor d'Avenir, que portava el subtítol de publicació setmanal de nous horitzons, que va dirigir Felip Cortiella. També va participar en les tasques teatrals de l'Agrupació Vetllades Avenir, que també dirigia Cortiella. “Masgomeri”, així signava els seus escrits, és autor de l'assaig amb títol de ¡E pur si mouve!...: refutación al libro La Razón contra la Anarquía (Impremta J. Ortega, Barcelona, 1906), llibre que va tenir una important ressonància en els mitjans llibertaris del seu temps i que, actualment, és un clàssic “introbable” de l'anarquisme ibèric. “Masgomeri” fou col·laborador assidu de la premsa llibertària: El Productor, La Revista Blanca, etc. En el camp sindical fou militant al Sindicat de l'Art d'Imprimir, des d'aquesta societat va participar en la constitució de “Solidaridad Obrera”. El juliol del 1909 va ésser un dels membres actius de l'organització obrera barcelonina en la lluita a les barricades de l'anomenada Setmana Tràgica. L'any següent prengué part en la fundació de la CNT, al Congrés del Palau de Belles Arts de Barcelona. “Masgomeri”, igual que Felip Cortiella, va ser un gran promotor de la llengua catalana dins de l'anarquisme, i, no únicament això, sinó que va defensar la idea de la catalanització de l'anarquisme. Les seves tasques periodístiques les va desenvolupar a Tierra y Libertad i a Solidaridad Obrera; i, durant la guerra, va escriure alguns articles al periòdic confederal Catalunya. És l'autor de la versió catalana de "La Varsoviana" més coneguda per la seva estrofa inicial de "A les barricades", així com la traducció i versió catalana del popular himne anarquista Hijos del pueblo, del mestre Rafael Carratalà i Ramos, que n'havia estat premiat en el Segon Certamen Socialista celebrat a Barcelona l'any 1889.
L'himne àcrata Fills del poble fou interpretat i enregistrat per l'Orfeó Català, en un àlbum de cançons revolucionàries que s'hi presentà, al Palau de la Música Catalana, el setembre del 1936.

## Obres
- "¡E pur si mouve!...: refutación al libro La Razón contra la Anarquía" (Impremta J. Ortega, Barcelona, 1906)[2]